# ترنس اسپینکز
ترنس اسپینکز (انگلیسی: Terence Spinks; ۲۸ فوریهٔ ۱۹۳۸ – ۲۶ آوریل ۲۰۱۲) بوکسور اهل بریتانیا بود.